# 성성지화 가이요원
성성지화 가이요원(星星之火、可以燎原)은 “작은 불꽃이 들판을 태울 수 있다”는 뜻의 한자성어다. 본래 형태는 『서경』 반경편의 “약화지요우원 불가향이 기유가박멸(若火之燎于原、不可嚮邇、其猶可撲滅)”이다. 이것은 “불이 들판을 태우면 그 엄청난 기세에 감히 다가갈 수 없으니 그 불을 끌 수 있겠느냐”는 뜻인데, 여기서 불의 기세를 의미하는 요원지화(燎原之火)만을 성어로 사용하게 되었고, 지금의 형태로 사용한 것은 모택동이라고 알려져 있다.
모택동이 이 말을 처음 꺼낸 맥락은 국공내전이었다. 홍4군과 국민혁명군의 대립이 계속되던 1929년 2월 7일, 중국공산당 중앙위원회는 코민테른 서기장 니콜라이 부하린의 지시에 따라 홍4군에 소위 「2월 내신(二月来信)」을 보내게 된다. 그 내용은 홍4군의 혁명활동에 대한 회의적 견해와 농촌 지역에서의 무장투쟁의 확대를 허가하지 않을 것이라는 방침이었다. 또한 모택동과 주덕에게는 군을 떠나 당중앙에 복귀하라는 명령이 내려졌다.
동년 12월 말, 홍4군 제1종대 종대장 임표(당시 21세)는 2월 내신의 내용에 동조하는 내용의 연하장을 모택동에게 보낸다. 달이 바뀌어 1930년 1월 5일, 모택동은 임표에게 「현시국의 고량과 홍군의 행동문제(時局估量和紅軍行動問題)」라는 제목의 답신을 보내 그의 혁명에 대한 회의적 태도를 비판했다. 여기서 모택동은 중국 전국이 마른장작(干柴)으로 가득찬 것과 같으니, “성성지화 가이요원(星星之火、可以燎原)”하다는 정견을 내놓았다. 중국공산당 관방은 이것이 고전 회의 이후 모택동이 내린 주요한 전략적 결정들 중 하나라고 평가한다. 
「현시국의 고량과 홍군의 행동문제」는 1941년 12월 이후 여러 번 반복해 출판되었고, 1947년 당중앙이 준비한 『모택동선집』에도 포함되었다. 이 때 임표는 자신의 이름이 언급되지 않게 해 달라고 요청했고 모택동이 동의하여 본래의 긴 제목이 「성성지화 가이요원」으로 바뀌었다.
『전태일 평전』의 중국어판 제목이 『성성지화』다.